# 王思政
王思政（？—550年代初？），字思政，太原郡祁县（今山西省晋中市祁县）人，北魏、西魏官员。

## 生平
父王佑，州主簿。王思政形貌魁偉，有计谋，初任员外散骑侍郎。早年参加北魏平定北方六镇之乱，后被平阳王元修收为幕僚。北魏太昌元年（532年），高欢击败尔朱家族，立元修为帝。王思政受封祁县侯，为武卫将军。王思政受到元修重用，拜使持节，中军大将军、大都督、总宿卫兵。
永熙三年（534年），元修和高欢关系破裂，王思政劝元修投奔宇文泰，元修深表同意。但是，元修投奔宇文泰后不久即被杀。作为元修的心腹，王思政也在相当一段时间内不能得到宇文泰的信任。   
大統四年（538年），東、西魏爆發河橋之戰。王思政親自下馬率眾殺入敵陣，揮舞長槊左右橫擊殺敵甚多。逐漸深入敵陣，這時，王思政的隨從全部戰死，他自己也身受重傷，昏迷過去。因為王思政性格節儉，不好奢華，臨陣總是身穿破舊衣甲，敵軍沒有把他從下級軍人的屍堆中辨認出來，這才倖免於難。
大统八年（542年），高欢率领东魏大军从汾州（山西汾阳县）进攻西魏。王思政时任东道行台，并州刺史，率军防守玉壁（山西稷山县），占据了东魏军队前进要道。王思政谢绝了高欢的劝降，经过九天激战，击退了东魏的攻势。以此战功，升为骠骑大将军，开府仪同三司。  
大统九年（543年），东魏高仲密叛变，宇文泰率军接应，但被高欢击败。即将王思政从玉壁调至弘农（河南灵宝县）镇守。东魏将军刘丰生率军推进至弘农城下，但畏惧王思政而撤退。王思政随即推荐韦孝宽代替自己镇守玉壁。后来韦孝宽在玉壁之战中顶住了高欢的攻势，当时的人都称赞王思政识人。
大统十二年（546年），加特进，兼尚书左仆射、行台、都督、荆州刺史。十三年（547年），东魏侯景叛变，时任荆州刺史的王思政趁机占据了战略要地潁川（河南许昌市），宇文泰加王思政为都督河南诸军事。次年4月，东魏大将高岳、慕容绍宗、刘丰生率大军围攻潁川。王思政不断击退东魏军攻势，东魏军队围攻一年而不克。慕容绍宗、刘丰生等大將均在围城战中身亡。东魏大将军高澄进一步增援，并且宣称能生擒王思政的为侯，若王思政有伤，其左右亲兵皆处死。西魏大统十五年（549年）六月东魏军终于攻克潁川，王思政自杀未成，为东魏军所俘。然而高澄敬重王思政，仍以礼相待，待遇甚厚。次年（550年），高洋建立北齐，授王思政为都官尚书，仪同三司，但王思政不久就去世。
史书没记载王思政是否有谥号。其孙王裕墓志载其为“太原忠公”。

## 其他
西魏大统十六年（550年）之前，十二大将军之外，有念贤和王思政也是大将军，但是念贤在陇右地区做刺史，王思政镇守黄河以南，都没有统领府兵。

## 族系
虽然《北史》记载王思政是王允的后裔，但姚薇元认为其家族为东胡族乌丸人。

## 後代
- 儿子[2]
  - 王元逊
    - 王景，隋朝时任汴州刺史

  - 王康，或称王秉、王柬，王思政被东魏所俘，西魏下诏以因水城陷，非战之罪，增食邑三千五百户，以王康袭爵太原郡公
    - 王裕，隋州刺史，唐朝驸马，妻同安公主为唐高祖李渊同母妹。
      - 王仁表
        - 王方翼

    - 王某
      - 王仁祐
        - 王氏，唐高宗第一任皇后

  - 王揆，公爵
  - 王邗，西安县侯
  - 王恭，忠诚县伯
  - 王细，显亲县伯
- 女儿
  - 王氏，王康姊封齐郡君

有孙王祇玄。王祇玄生王师古。王师古生王承业。王承业女嫁唐朝秘书丞摄御史朱某，封太原郡君。

## 外部連結
[在维基数据编辑]
 《周書·卷18》，出自令狐德棻《周書》
 《北史/卷062》，出自李延壽《北史》